# Héctor Panizza
Héctor Panizza nació el 12 de agosto de 1875 en Buenos Aires, Argentina - murió el 27 de noviembre de 1967 en Milán, Italia. fue un compositor y director de orquesta argentino de trascendencia internacional. Considerado uno de los máximos directores de ópera de la primera mitad del siglo XX es básicamente asociado con el Teatro Colón, La Scala, Covent Garden, Chicago y el Metropolitan Opera; compuso cuatro óperas entre ellas la popular Aurora. Fue nombrado miembro de honor de la Academia Nacional de Bellas Artes.

## Discos de Héctor Panizza
- Verdi - Otello - Giovanni Martinelli, Elisabeth Rethberg - Metropolitan Opera 1938, Naxos
- Verdi - La Traviata - Rosa Ponselle, Fredrick Jagel, Lawrence Tibbett - Metropolitan Opera
- Verdi - La Traviata - Bidu Sayão, Bruno Landi, Thelma Votipka, Alessio De Paolis, 1942
- Verdi - Simón Boccanegra - Elisabeth Rethberg, Giovanni Martinelli, Lawrence Tibbett, Ezio Pinza, Leonard Warren. Met 1939
- Verdi - Aída - Zinka Milanov, Arthur Carron, Richard Bonelli, Bruna Castagna, Norman Cordon; 1939
- Verdi - Il Trovatore - Stella Roman, Bruna Castagna, Arthur Carron (o Charles Kullman), Norman Cordon; 1941
- Verdi - Un Ballo in Maschera - Stella Roman, Giovanni Martinelli, Bruna Castagna, Josephine Antoine, Norman Cordon, Nicola Moscona; 1942
- Ponchielli - La Gioconda - Zinka Milanov, Giovanni Martinelli, Metropolitan 1939
- Puccini - Madama Butterfly - Licia Albanese, Charles Kullman, Irra Petina; 1941
- Puccini - Tosca - Grace Moore, Frederick Jagel, Alexander Sved, 1942
- Mendelssohn-Boero - Symphony 4; excerpts opera El Matrero[2]
- Mozart - Le Nozze di Figaro. Ezio Pinza, John Brownlee, Licia Albanese, Jarmila Novotna, Elisabeth Rethberg - Metropolitan 1942